# Oliver Reck
Oliver Reck est un footballeur allemand, né le 27 février 1965 à Francfort-sur-le-Main.

## Carrière
- 1983-1985 : Kickers Offenbach  Allemagne
- 1985-1998 : Werder Brême  Allemagne
- 1998-2003 : Schalke 04  Allemagne

## Palmarès

### En club

#### Werder Brême
- Vainqueur de la Coupe d'Europe des Vainqueurs de Coupe en 1992
- Champion d'Allemagne en 1988 et 1993
- Vainqueur de la Coupe d'Allemagne en 1991 et 1994
- Finaliste de la Supercoupe d'Europe en 1992
- Vice-champion d'Allemagne en 1986 et 1995
- Finaliste de la Coupe d'Allemagne en 1989 et 1990

#### Schalke 04
- Vainqueur de la Coupe d'Allemagne en 2002
- Vice-champion d'Allemagne en 2001

### En sélection nationale
- 1 sélection en 1996
- Champion d'Europe des Nations en 1996
- Médaillé de bronze aux Jeux Olympiques en 1988